# Acanthocarpus (växter)
Acanthocarpus är ett släkte i familjen sparrisväxter. Släktet är endemiskt i Västaustralien.

## Arter (urval)
1. Acanthocarpus canaliculatus A.S.George
2. Acanthocarpus humilis A.S.George
3. Acanthocarpus parviflorus A.S.George
4. Acanthocarpus preissii Lehm.
5. Acanthocarpus robustus A.S.George
6. Acanthocarpus rupestris A.S.George
7. Acanthocarpus verticillatus A.S.George

### Arter som tidigare har ansetts höra till släktet
1. Acanthocarpus fimbriatus - Chamaexeros fimbriata
2. Acanthocarpus mucronatus - Lomandra mucronata
3. Acanthocarpus serra - Chamaexeros serra